# Robert Musil
Robert Musil   (Klagenfurt, 6 de novembre de 1880 - Ginebra, 15 d'abril de 1942) va ser un un enginyer, escriptor, assagista i dramaturg austríac. Nascut a la generació expressionista alemanya, Robert Musil és conegut sobretot per la seva primera novel·la, The Disarrays of the Student Törless (1906), i per la seva novel·la inacabada L'home sense atributs (2 volums, 1930-1933). Aquesta novel·la va despertar poca reacció quan es va publicar a principis dels anys 30 i només va ser redescoberta als anys 50, gràcies a Adolf Frisé, que va publicar una versió revisada en tres volums. Aquesta obra és considerada una de les novel·les fundadores del segle xx, juntament amb A la recerca del temps perdut de Marcel Proust i Ulisses de James Joyce, en paraules de l'escriptor Thomas Mann, que sempre va admirar l'obra de Robert Musil. En efecte, el lector «hi troba expressada, en termes més forts i complexos que en cap altre lloc, aquesta aspiració de principis del segle XX de redefinir una cultura, una espiritualitat sobre les ruïnes del passat, aquest pesar per una totalitat mítica perduda».
Robert Musil és autor d'altres novel·les, assaigs d'anàlisi política o psicològica, dues obres de teatre i una sèrie de contes agrupats a la col·lecció Œuvres pré-posthumes. Per a molts especialistes, els seus escrits van participar plenament en la creació de la modernitat literària a més de trencar el marc romàntic.
La seva estètica literària es basa en el poder de l'observació quasi científica i l'anàlisi de fets i sensacions humanes, a la recerca del que ell anomena «l'estructura essencial de les coses». El problema del coneixement va tenir un impacte profund en ell, tant que Musil va abandonar una brillant carrera d'enginyer per la d'escriptor i filòsof. Per al seu traductor francès, el poeta Philippe Jaccottet, “Musil és un escèptic, […] està dividit entre la seva fascinació per la ciència, la racionalitat i la poesia, i fins i tot el misticisme”, volent ser el testimoni d'una civilització en agonia perquè desencantada.

## Obres

### Edicions originals
- 1906: Die Verwirrungen des Zöglings Törless
- 1911: Vereinigungen. Zwei Erzählungen
- 1921: Die Schwärmer. Schauspiel in drei Aufzügen.
- 1923: Grigia. Novelle.
- 1923: Die Portugiesin.
- 1924: Drei Frauen
- 1926: Vinzenz und die Freundin bedeutender Männer. Possen in drei Akten.
- 1927: Rede zur Rilke Feier in Berlin am 16. Januar.
- 1930-33: Der Mann ohne Eigenschaften (L'home sense qualitats)
- 1936: Nachlaß zu Lebzeiten
- 1937: Über die Dummheit. Vortrag.

### Edicions en català
- Les tribulacions del jove Törless, traduït de l'alemany per Jordi Llovet, Proa, 1980 (revisada 2006). ISBN 84-8437-886-1
- Tres dones, traduït de l'alemany per Marta Pera, Edicions 62 (MOLU's. XX - 27), 1988. ISBN 84-297-2811-2
- L'home sense qualitats, traduït de l'alemany per Ramon Monton, Edicions 62 (MOLU's. XX - 84), 1993. ISBN 84-297-3713-8

## Adaptacions
La pel·lícula alemanya El jove Törless, dirigida el 1966 per Volker Schlöndorff, és una adaptació de la seva primera obra.